# Vladivoj av Böhmen
Vladivoj av Böhmen, död 1003, var regerande hertig av Böhmen mellan 1002 och 1003.